# Amphipelargus
 (mai 2015).
Si vous disposez d'ouvrages ou d'articles de référence ou si vous connaissez des sites web de qualité traitant du thème abordé ici, merci de compléter l'article en donnant les références utiles à sa vérifiabilité et en les liant à la section « Notes et références ».
Genre
Amphipelargus est un genre fossile d'oiseaux de la famille des Ergilornithidae, de l'ordre des Gruiformes.

## Liste d'espèces
- † Amphipelargus majori
- † Amphipelargus cracrafti
- † Amphipelargus maraghanus
- † Amphipelargus orientalis
- † Amphipelargus ukrainus